# Avressieux
Avressieux is een gemeente in het Franse departement Savoie (regio Auvergne-Rhône-Alpes) en telt 431 inwoners (2004). De plaats maakt deel uit van het arrondissement Chambéry.

## Geografie
De oppervlakte van Avressieux bedraagt 8,1 km², de bevolkingsdichtheid is 53,2 inwoners per km².
De onderstaande kaart toont de ligging van Avressieux met de belangrijkste infrastructuur en aangrenzende gemeenten.

## Demografie
Onderstaande figuur toont het verloop van het inwonertal (bron: INSEE-tellingen).